# Carl Auer von Welsbach

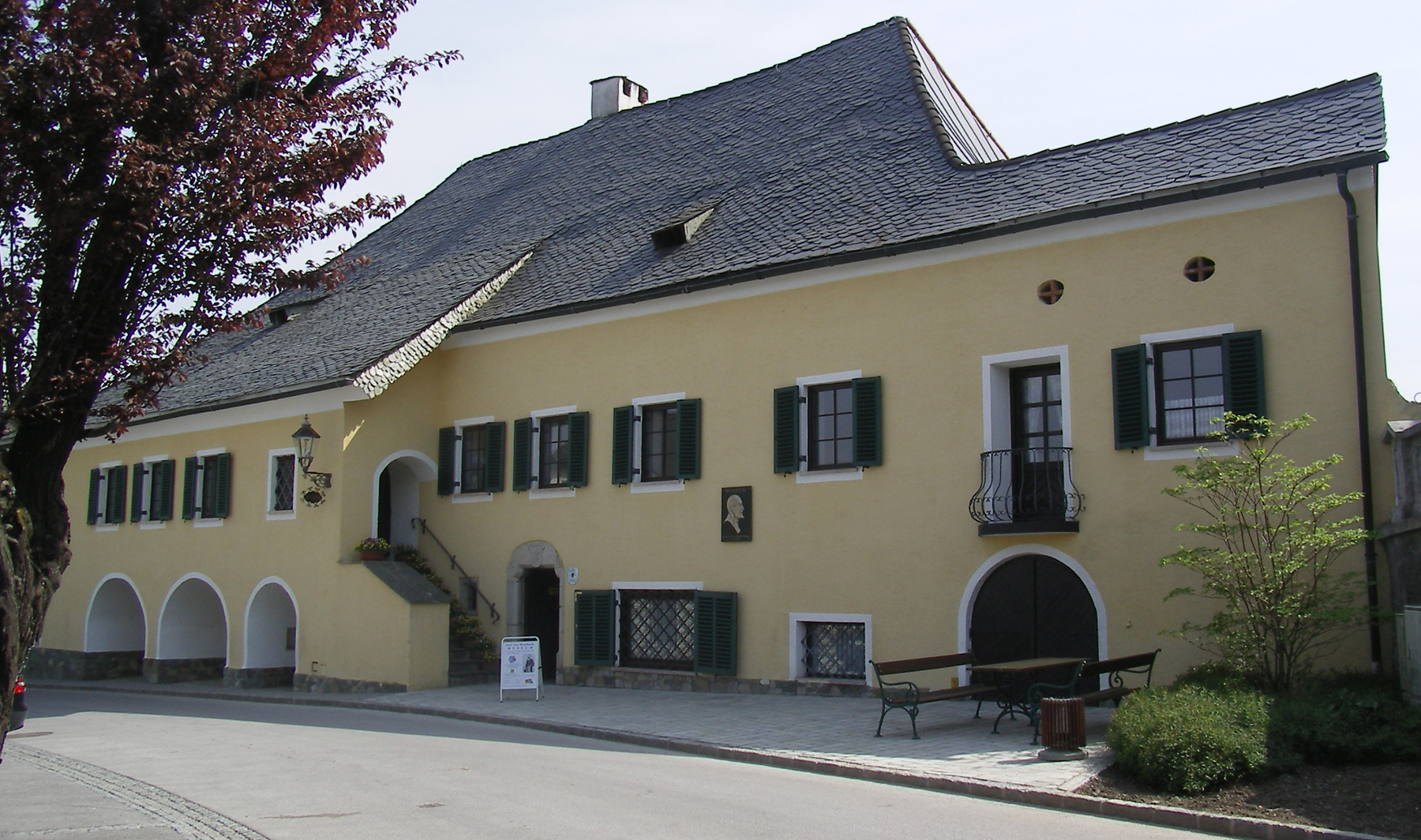
Muzeum v Althofenu

Carl Auer von Welsbach (1. září 1858, Vídeň – 4. srpna 1929, Mölbling) byl rakouský chemik a podnikatel.
Objevil čtyři chemické prvky: neodym, praseodym, ytterbium a lutecium a vynalezl žíhací punčochu pro plynové osvětlení, použití kovového vlákna v žárovce a materiál na výrobu kamínků do zapalovačů. Založil společnosti Treibacher Industrie AG a Auer-Gesellschaft v Berlíně, a je autorem značky OSRAM.

## Život a práce

### Původ
Jeho otec Alois Auer von Welsbach pocházel ze skromných poměrů a vyučil se knihtiskařem. V letech 1841 až 1864 řídil Dvorní a státní tiskárnu ve Vídni. Pod jeho vedením získala tiskárna věhlas a bylo zavedeno několik nových výrobních postupů, které sám vynalezl. Za své zásluhy byl dva roky po narození syna povýšen do šlechtického stavu.

### Kariéra
Auer studoval chemii ve Vídni a v Heidelbergu. Zde, v laboratoři profesora Adolfa Liebena, začal s výzkumem kovů vzácných zemin. Po ukončení studia, v květnu 1882, se vrátil do Vídně, kde ve své práci pokračoval. Opakovanou frakční krystalizicí v roce 1885 rozpoznal, že didym, do té doby považovaný za samostatný prvek, je sloučeninou neodymu a praseodymu.
Po dalších pokusech s kovy vzácných zemin si nechal patentovat Auerovu punčošku pro plynové lampy, která významně zlepšila jejich osvětlovací vlastnosti. Následně se zabýval vylepšením žárovky s uhlíkovým vláknem, které nahradil kovovým – z osmia.
V roce 1903 vynalezl ferrocerium, slitinu do křesacího kamínku (původně tvořenou ze 70 % cerem a z 30 % železem). Od roku 1907 se používá v zapalovačích.
V roce 1905 – nezávisle na Urbainovi – objevil ytterbium a lutecium.
10. března 1906 přihlásil Welsbach značku OSRAM pro elektrické žárovky a obloukové lampy u císařského patentového úřadu v Berlíně.

### Soukromý život
V roce 1899 se oženil s Marií Nimpferovou, se kterou měl čtyři děti. V roce 1893 koupil od herečky Marie Geistingerové zámek Rastenfeld (dnes zámek Welsbach) v Mölblingu a po smrti Bunsena získal jeho knihovnu.

## Ocenění
- 1901, František Josef I. mu udělil titul barona
- 1920, Siemens-Ring
- 1921, Wilhelm-Exner-Medaille

- jeho portrét je zobrazen na 25-šilinkové stříbrné minci, 20-šilinkové bankovce z roku 1956 a na 1,50-šilinkové poštovní známce
- od roku 2008 vypisuje vídeňská univerzita Auer von Welsbachovo stipendium[2]
- ve Vídni je po něm v 15. okrsku pojmenován Auer-Welsbach-Park a ve 23. ulice Auer-Welsbach-Straße
- v roce 2010 byl po něm pojmenován velký přednáškový sál Chemického institutu vídeňské univerzity